# Kathleen Shackleton
Kathleen Shackleton, née le 5 février 1884 à Dublin et morte le 10 juillet 1961 dans le quartier Camberwell de Londres, est une peintre et portraitiste irlandaise.

## Biographie
La famille de Kathleen Shackleton déménage en Angleterre à Sydenham. Elle immigre au Canada en 1912 et y rejoint sa sœur Eleonor. Elle travaille à Montréal comme journaliste et illustratrice pour le journal Montreal Star. En 1934, elle a témoigné lors d'un procès pour meurtre, ayant entendu des cris près de Cap-des-Rosiers, une falaise à Gaspé, alors qu'elle y dessinait l'année précédente. Au cours de ses séjours au Canada, elle réalise des portraits de certains employés de la Compagnie de la Baie d'Hudson (1937-1938), de la Price Brothers and Company (1929) et du Canadien Pacifique ainsi que de plusieurs politiciens et hommes d'affaires. C'est dans les années cinquante qu'elle s'installe en Angleterre et gère une boutique d'antiquités et de souvenirs à la cathédrale de Chichester en compagnie de sa sœur Gladys Shackleton.
Son frère Ernest Shackleton est un explorateur de l'Antarctique.

## Musées et collections
- Agnes Etherington Art Centre, don Sir Edward Peacock en 1928
- Archives du Manitoba[4]
- Art Gallery of Alberta
- Bibliothèque et Archives Canada
- British Museum, Portrait de William Babington Maxwell[6]
- Collection privée : Portrait de Bertrand Dawson, 1er Vicomte Dawson of Penn[7]
- Cragside, Northumberland[8]
- Morrin Centre
- Musée ferroviaire canadien
- Musée Glenbow
- Musée national des beaux-arts du Québec[9]
- National Portrait Gallery[10]
- Victioria & Albert Museum[11]
- Whyte Museum of the Canadian Rockies

## Expositions
- 1927 : All Canada, Jubilé de la confédération canadienne, automne, Londres[12],[13]
- 1933 : Portraits of Places and People on the Gaspé Peninsula : pastel sketches by Kathleen Shackleton, salle des comités, Château Frontenac, Québec[14],[15]
- 1934 : Men of New France, du 29 décembre 1934 au 10 janvier 1935, Wertheim Gallery, Londres[16]
- 1935 : Men of New France, 30 pastels, Musée du Québec[16]
- 1939 : Hudson Bay Company Activities, été 1939, Imperial Institute, Londres[4],[17]
- 1942 : The Men behind the Railway, St.John, New Brunswick[2]

Posthume
- 2012 :  Œuvres sur papier, (exposition permanente), Centre d'histoire Sir William Price[18],[5]